# Hypoxis wrightii
Hypoxis wrightii là một loài thực vật có hoa trong họ Hypoxidaceae. Loài này được (Baker) Brackett mô tả khoa học đầu tiên năm 1923.